# Liste der Biografien/Suw
Liste der Biografien |
Portal Biografien |
Personensuche
# |
A |
B |
C |
D |
E |
F |
G |
H |
I |
J |
K |
L |
M |
N |
O |
P |
Q |
R |
S |
T |
U |
V |
W |
X |
Y |
Z |
?
 
Sa |
Sb |
Sc |
Sd |
Se |
Sf |
Sg |
Sh |
Si |
Sj |
Sk |
Sl |
Sm |
Sn |
So |
Sp |
Sq |
Sr |
Ss |
St |
Su |
Sv |
Sw |
Sy |
Sz
 
Sua |
Sub |
Suc |
Sud |
Sue |
Suf |
Sug |
Suh |
Sui |
Suj |
Suk |
Sul |
Sum |
Sun |
Suo |
Sup |
Suq |
Sur |
Sus |
Sut |
Suu |
Suv |
Suw |
Sux |
Suy |
Suz
Die Liste der Biografien führt alle Personen auf, die in der deutschsprachigen Wikipedia einen Artikel haben. Dieses ist eine Teilliste mit 49 Einträgen von Personen, deren Namen mit den Buchstaben „Suw“ beginnt.

## Suw

### Suwa
- Suwa, Andrea (* 1972), deutsche Schauspielerin
- Suwa, Gen (* 1954), japanischer Paläoanthropologe
- Suwa, John Eijirō (* 1947), japanischer Geistlicher und römisch-katholischer emeritierter Bischof
- Suwa, Nejiko (1920–2012), japanische Violinistin
- Suwa, Nobuhiro (* 1960), japanischer Regisseur, Drehbuchautor und Schauspieler
- Suwa, Shigeki (1920–1997), japanischer Physiker und einer der Gründungsväter des japanischen Forschungszentrum für Hochenergiephysik KEK sowie dessen erster Generaldirektor (1971–1977)
- Suwa, Tetsushi (* 1969), japanischer Schriftsteller
- Suwa, Toshinari (* 1977), japanischer Marathonläufer
- Suwabe, Junichi (* 1972), japanischer Synchronsprecher und Sänger
- Suwachirat, Phanuruj (* 2001), thailändischer Eishockeyspieler
- Suwaid, Joseph (* 1958), syrischer Staatsminister
- Suwaidan, Tareq Al (* 1953), kuwaitischer Unternehmer und eine TV-Persönlichkeit
- Suwaidi, Khaled Al (* 1980), Eishockeytorwart aus den Vereinigten Arabischen Emiraten
- Suwaidi, Khalid Habash al (* 1984), katarischer Kugelstoßer
- Suwama, Kosei (* 2003), japanischer Fußballspieler
- Suwanai, Akiko (* 1972), japanische Geigerin
- Suwanalijew, Omurbek (* 1960), kirgisischer Politiker
- Suwannakitborihan, Sarita (* 1995), thailändische Badmintonspielerin
- Suwannapat Kingkaew (* 1994), thailändischer Fußballspieler
- Suwannarangsri, Sompote (* 1985), thailändischer Sprinter
- Suwannatha, Thanaphat (* 2002), thailändischer Fußballspieler
- Suwara, Wiktor (* 1996), polnischer Sprinter
- Suwardatta, antiker Stadtfürst von Palästina
- Suwardi, Ricky Karanda (* 1992), indonesischer Badmintonspieler
- Suwarno, Renna (* 1992), indonesische Badmintonspielerin
- Suwat Chanbunpha (* 1992), thailändischer Fußballspieler
- Suwat Yadee (* 1991), thailändischer Fußballspieler
- Suwatan, Joseph Theodorus (* 1940), römisch-katholischer Bischof
- Suwazono, Kazuyoshi (* 1983), japanischer Fußballspieler

### Suwe
- Suwe, Friedrich Ferdinand (1777–1851), deutscher Apotheker
- Suwelack, Josef (1850–1929), deutscher Unternehmer und Firmengründer in der Gründerzeit
- Suwelack, Josef (1888–1915), deutscher Flieger und Flugzeugkonstrukteur
- Suwelack, Wolfgang (* 1937), deutscher Unternehmer

### Suwi
- Suwicha Chittabut (* 2001), thailändischer Fußballspieler
- Suwijak Moonkeaw (* 2001), thailändischer Fußballspieler
- Suwinit Panjamawat (* 1984), thailändischer Schauspieler
- Suwisit Meeboon (* 1999), thailändischer Fußballspieler
- Suwit Paipromat (* 1996), thailändischer Fußballspieler
- Suwitthaya Numsinlak (* 1992), thailändischer Fußballspieler

### Suwo
- Suwonprateep, Sittichai (* 1980), thailändischer Sprinter
- Suworin, Alexei Sergejewitsch (1834–1912), russischer Verleger, Publizist, Dramatiker und Theaterkritiker
- Suworow, Alexander Arkadjewitsch (1804–1882), russischer Diplomat und General
- Suworow, Alexander Wassiljewitsch (1730–1800), russischer GeneralissimusAlexander Wassiljewitsch Suworow (1730–1800)

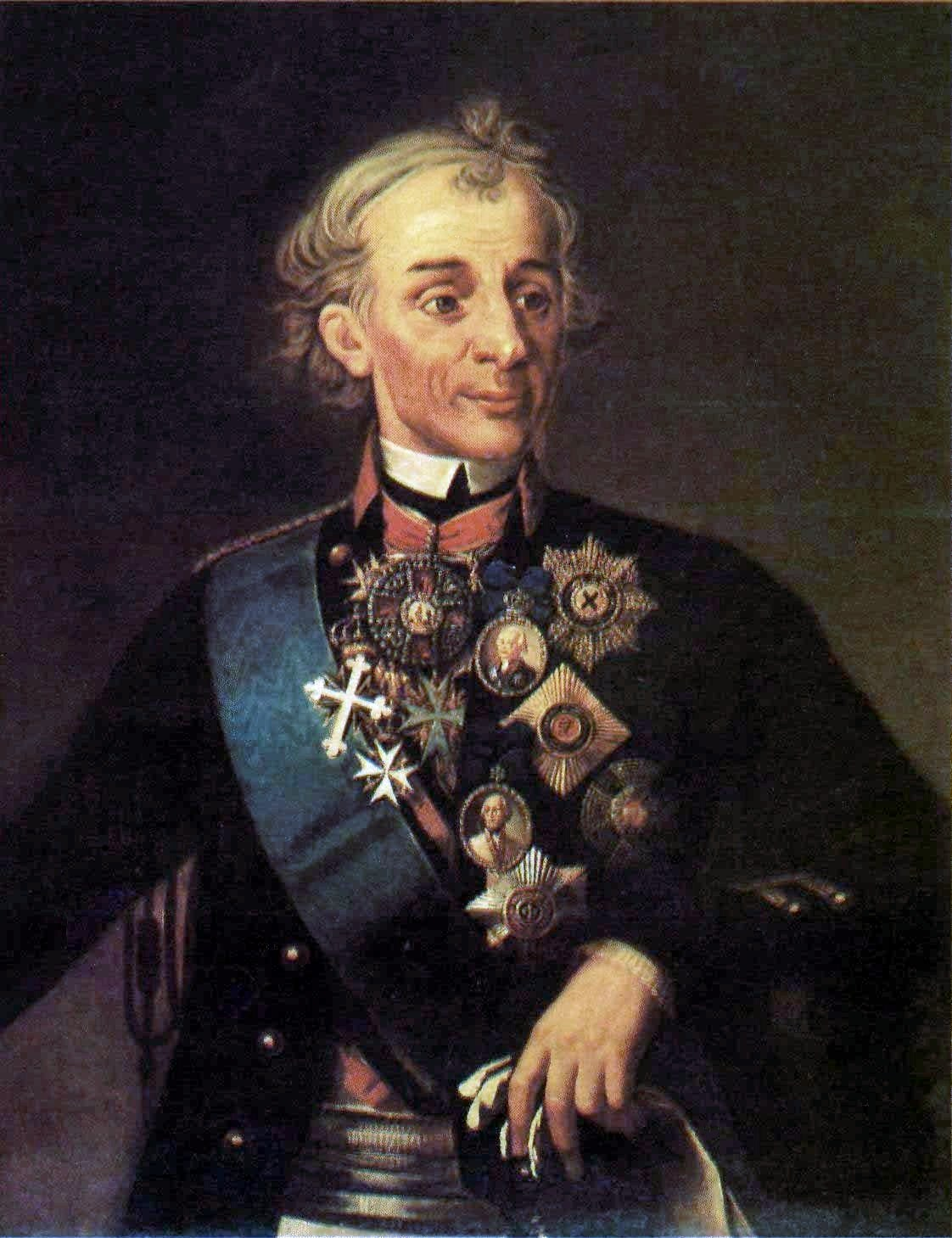
Alexander Wassiljewitsch Suworow (1730–1800)

- Suworow, Alexei Edmundowitsch (* 1991), russischer Eisschnellläufer
- Suworow, Jewgeni Konstantinowitsch (1880–1953), sowjetischer Ichthyologe
- Suworow, Maxim († 1770), Direktor der Druckerei der Russischen Synode
- Suworow, Viktor (* 1947), sowjetischer Geheimdienstoffizier, Überläufer und Autor
- Suworowa, Anna Aronowna (1949–2023), sowjetische bzw. russische Indologin und Übersetzerin
- Suworowa, Julija Wassiljewna (1939–2009), sowjetische bzw. russische Physikerin und Hochschullehrerin